# Terakaft
Terakaft (« ⵜⵔⴾⵊⵜ » qui signifie « la caravane » en tamasheq) est un groupe malien de blues touareg. Il fait partie du même mouvement musical que les Tinariwen. Les deux groupes entretiennent des liens étroits, jouant parfois ensemble en concert.

## Histoire
Le leader de Terakaft, Kedhou ag Ossad et le guitariste Diara, participent à l'enregistrement du tout premier album de Tinariwen à Abidjan en 1992 et The Radio Tisdas Sessions en 2001. Diara est aussi le petit frère d'Intayaden, l'un des cofondateurs de Tinariwen avec Abraybone et Alhassan. Quant à Sanou,.
Terakaft signe le grand retour à la musique de Khedou avec un premier concert en janvier 2007, au Festival au désert, d'autres concerts en France notamment au Festival des musiques métisses à Angoulême en mai et la sortie d'un album intitulé Bismilla, the Bko Sessions, enregistré au studio Bogolan à Bamako en quatre jours. Cet album est produit par le groupe lui-même et par Philippe Brix, le manager des Lo'jo. Il faut noter également la participation de Foy-Foy.
En avril 2008 sort le deuxième album, Akh Issudar, sur le label Tapsit. L'album est produit par Jean-Paul Romann, ingénieur du son du groupe Lo'jo. Terakaft est alors devenu un trio, le bassiste Rhissa ne faisant plus partie du groupe. La même année sort la compilation Ishumar, musique touarègue de résistance (label Reaktion), qui comprend 2 titres inédits de Terakaft.

## Membres
- Kedhou ag Ossad (alias « Khiwaj ») (le géant) — guitare, chant, compositions
- Liya ag Ablil (alias  « Diara ») — guitare, chant, compositions
- Sanou ag Ahmed — guitare, basse, chant
- Nicolas Grupp — batterie (depuis 2013)
- Andrew Sudhibhasilp — basse (depuis 2015)

## Discographie
- 2007 : Bismilla, the Bko Sessions (Tapsit)
- 2008 : Ishumar, musique touarègue de résistance, (compilation ; Reaktion, Tapsit)
- 2008 : Akh Issudar (Tapsit)
- 2011 : Aratan N Azawad (Tapsit/World Village)
- 2012 : Kel Tamasheq (World Village)
- 2015 : Alone (World Village)